# Kladogenese
Kladogenese kommer af græsk klados = "gren" + genesis ="skabelse". Ordet bruges om den evolution, der skabes ved konstante udspaltninger fra dyre- eller plantegrupper. Kladogenese er grenet evolution.
De hændelser, der bevirker, at arter ændrer sig, mens de spredes over forskellige egne, hvorved de begge har chancer for at overleve og reproducere den nye art, skaber evolution.
Kladogenese er en kontrast til anagenese, som omhandler den gradvise ændring af en art, som udvikler sig uden at udgøre en ny klassifikation. 